# Mount and Blade: Warband
Mount and Blade: Warband је акциона игрица. Најављена је 2009. године, дизајнирао ју је Тејлворлдс, а у продају издао Парадокс 30. марта 2010. године и била је доступна да се директно преузме са официјелног сајта Тејлворлдса, помоћу Стима или CD-еа.
.
Она је наставак(продужетак) игрице Mount&Blade, издате 2008. године, и садржи шест страна, међу којима је и новина Саранидски султанат, који је био представљен тек у Варбанду и на тај
начин је повећана могућност бирања стране у игрици. У односу на оригиналну игрицу, играч такође може да створи своје краљевство и може да игра са више играча на
мултиплејер серверу. Оцене игрице су биле веће због могућности да се игра са више играча, која је веома цењена од стране играча и програмера. Ова игрица је освојила многе награде,
као и номинацију за награду "Best Indie Game of the Year". Ово је друга игрица из серијала Mount&Blade.
Поред осталог, дизајнери су оставили доста простора за модирање(чак је и основни начин играња заправо мод).

## Стране
Радња игрице почиње у време средњег века тј. око 1257. године и постоје следеће стране којима играч може да се придружи или не, уколико жели да направи своје
краљевство:
- Краљевина Свадија - Свадија је измишљено краљевство засновано на Германима чији је главни град Прејвен а њихов краљ Харлаус. Титула племића је Гроф.

Њихови војници углавном носе једноручна оружја: мачеве ,јутарњу звезду; и самостреле. Пешадија је оклопљена црним плаштовима а коњица има црвени оклоп.
Због свог изгледа они подсећају на крсташе и витезове Темпларе (имају кациге сличне крсташким).
Имају засигурно најбољу коњицу, врло добру пешадију и осредње стрелце(користе самостреле). У причи, краљевина Родока је чинила Свадију такође.
Највиши степени војника су витезови, стража и стрелци. Бандити у тој страни су шумски бандити.
На почетку имају четири града - Прејвен, Суно, Дирим и Егзал.
- Краљевина Вејгира је краљевство засновано на Русима чији је главни град Рејвадин а њихов краљ је Јарголек. Титула племића је Бојар.

Њихови војници најчешће носе дворучна оружја: секире, мачеве; и копља. Пешадија и коњица су оклопљен металним оклопом(код бојара позлаћен) док стрелци имају кожни оклоп.
Имају врло добру коњицу, добру пешадију и најбоље стрелце у игрици. Друга су најјача страна у игрици. Бандити у тој страни бандити из тајге.
Највиши степени војника су витезови, стража и стрелци.
На почетку имају четири града - Рејвадин, Кудан, Ривашех и Кјурау.
- Саранидиски султанат је султанат заснован на Арапима чији је главни град Шариц а њихов султан је Хаким. Титула племића је Емир.

Њихови војници углавном носе једноручна оружја: мачеве, секире; копља и стреле као и копља за бацање. Војници су оклопљени са наранџастим оклопима са разним шарама и мотивима и носе тубане, док емири имају доста мотива на оклопу. Он је спој египћанских султаната и осталих арапских држава на блиском истоку. Бандити у тој страни су пустињски бандити.
Имају коњицу равну Свадијској, врло добру пешадију и осредње стрелце.
Највиши степени војника су мамелуци, стража и стрелци.
На почетку имају четири града - Шариц, Дурћуба, Барије и Ахмерад.
- Краљевина Скандинаваца је измишљено краљевство засновано на скандинавцима чији је главни град Саргот а њихов краљ је Рангар. Титула племића је Џарл.

Њихови војници највише носе дворучна оружја као секире и стреле као и секире за бацање. Војници су оклопљени металним оклопом а џарли имају позлаћене оклопе.
Они су држава Викинга и морепловилаца и због тога доста подсећају на Викинге. Бандити у тој страни су морепловци.
Имају немају коњицу, имају најбољу офанзивну пешадију и осредње стрелце.
Највиши степени војника су хускарли и стрелци.
На почетку имају три града - Саргот, Тир и Вершег.
- Краљевина Родока је измишљена краљевина заснована на Италијанима чији је главни град Јелкала а њихов краљ Грејвет. Титула племића је Гроф као и у Свадији.

Њихови војници највише носе копља и самостреле. Војници су оклопљени са лаким оклопима (туникама) у зеленој, браон и белој боји а грофови имају доста мотива на оклопу. Бандити у тој страни су планински бандити. Као ни Скандинавци, немају коњицу, имају врло добру пешадију и врло добре стрелце (користе самостреле). Због оличне одбране у опсадама могу да буду врло јаки. У причи, краљевина Родока је чинила Свадију али су се побунили и створили своју државу. Највиши степени војника су водници и стрелци.
На почетку имају три града - Јелкала, Јален и Велуча.
- Хергитски Канат је канат заснован на Монголима чији је главни град Тулга а њихов кан је Санџар-кан. Титула племића је Нојан.

Њихови војници највише носе дворучна оружја као што су секире, копља, будоване; и стреле. Војници су оклопљени лаким оклопом ,а нојани имају позлаћене оклопе и тунике. Бандити у тој страни су степски бандити.
Поседују искључиво коњицу, где имају копљанике и коњанике-стрелце.
Највиши степени војника су копљаници (на коњу) и стрелци (на коњу).
На почетку имају четири града - Тулга, Халмар,Нара и Ишамур.
На свакој страни у игрици постоје владари и сувладари. Сувладари увек покушавају да свргну владара са трона уз помоћ неког племића (играча) и тиме га поставе за вазала или маршала те стране.
Наравно, играч може да поквари односе са неким племићем који је био у добрим односима са претходним владаром који више не влада. Сувладари свих страна су:
- Дустум-кан, брат Санџар-кана, владара Хергитског каната (Хергитски канат);
- Дама Изолда од Суна (Свадија);
- Летвин далекосежник (Скандинавија);
- Лорд Кастор од Велуче (Родоци);
- Принц Валдђим битанга (Вејгири);
- Арва накићена (Саранидски султанат);

## Бандити и неодређене стране
Наравно постоје и борци који немају своју страну. Они најчешће пустоше села и пале их, убијају сељане и понекад заробљавају племиће. Њихова скровишта се налазе близу села.
- Шумски бандити су бандити који су настањени близу села Ибиран у краљевини Свадија (у игрици). Они су пешадија.

Боре се против свих пролазника, племића и сељана који имају мало војника. Често се налазе у групицама од четири до шездесет бандита. Опремљени су стрелама, дворучном секиром и дрвеном мотком. Имају слабе кожне оклопе и црне капуљаче. Пустоше села у краљевини Свадији и краљевини Родока.
- Планински бандити су бандити који су настањени близу града Велуча у краљевини Родока (у игрици).

Боре се против свих пролазника, племића и сељана који имају мало војника. Често се налазе у групицама од четири до шесздесет бандита. Опремљени су тешким маљем, викиншким мачем, копљем, буздованом или са обичним мачем. Имају слабе кожне оклопе и лоше опремљене капе.
- Бандити са тајге су бандити који су настањени у источном, киргитском делу. Они су пешадија. Боре се против свих пролазника, племића и сељана који имају мало војника.

Често се налазе у групицама од четири до шездецет бандита. Опремљени су стрелама, буздованом или са лаким копљем. Пустоше села Киргитског каната, а обично им је скровиште у близини села Тулбук.
- Бандити са тундре су бандити који су настањени у источном, снежном делу краљевине Ваегира(у игрици). Доста су слични бандитима са тајге, али су за разлику од њих пешадија.

Боре се против свих пролазника, племића и сељана који имају мало војника. Често се налазе у групицама од четири до шесздесет бандита. Опремљени су тешким маљем, викиншким мачем, копљем, буздованом или обичним мачем. Имају слабе тунике за оклопе. Пустоше села краљевине Ваегира.
- Пустињски бандити су бандити који су настањени у свим деловима Саранидског султаната (у игрици). Боре се против свих пролазника, племића и сељана који имају мало војника.

Често се налазе у групицама од четири до шездесет бандита. Опремљени су стрелама, бацајућим копљима, буздованом или мачем. Имају слабе беле тунике. Пустоше села у Сараниском султанату.
- Морски бандити су бандити који су настањени у близини града Ривачега, у деловима Веагирског и Скандинавског краљевства. Боре се против свих пролазника, племића и сељана.

Они су најагресивнији разбојници и, за разлику од осталих бандита, не остављају могућност плаћања за слободан пролаз. Такође, они су и најјачи међу бандитима, а оклопи су им слични оклопима скандинавских војника. Њихове групе могу бројати до 50 војника.